# Devarodes interlineata
Devarodes interlineata är en fjärilsart som beskrevs av Louis Beethoven Prout 1910. Devarodes interlineata ingår i släktet Devarodes och familjen mätare. Inga underarter finns listade i Catalogue of Life.